# حمید شفاعت
حمید شفاعت (زاده ۳ نوامبر ۱۹۸۴) یک بازیکن فوتبال اهل ایران است.